# Jean-Bertrand Aristide
Jean-Bertrand Aristide (Port Salut, Haití, 15 de julio de 1953) es un político y sacerdote salesiano haitiano, portavoz de la teología de la liberación. Fue presidente constitucional de Haití en 1991, entre 1993 y 1996, y entre 2001 y 2004, siendo el primero en ser elegido democráticamente en la Historia de Haití. Como sacerdote, enseñó teología de la liberación y, como presidente, intentó normalizar la cultura afro criolla, incluida la religión vudú, en Haití. Aristide fue designado a una parroquia en Puerto Príncipe en 1982 después de completar sus estudios para ser sacerdote. Se convirtió en un punto focal del movimiento a favor de la democracia, primero bajo Jean-Claude Duvalier y luego bajo el régimen de transición militar que siguió. Ganó las elecciones generales de 1990, con el 67% de los votos.
Aristide fue brevemente presidente de Haití, hasta un golpe militar en septiembre de 1991. El régimen golpista colapsó en 1994 bajo la presión y amenaza de fuerza de Estados Unidos (Operación Defender la Democracia), y Aristide volvió a ser presidente de 1994 a 1996 y de 2001 a 2004. Fue derrocado en el golpe de Estado de 2004 después de que unidades paramilitares del ex ejército de derecha invadieran el país desde el otro lado de la frontera dominicana. Aristide y muchos otros han alegado que Estados Unidos tuvo un papel en la orquestación del golpe en su contra. En 2022, numerosos funcionarios haitianos y franceses dijeron al New York Times que Francia y Estados Unidos habían derrocado efectivamente a Aristide presionándolo para que dimitiera, aunque esto fue negado por James Brendan Foley, embajador de Estados Unidos en Haití en el momento del golpe.

## Primeros años
Aristide nació en Port-Salut. Asistió a una escuela salesiana en Puerto Príncipe y al Colegio de Notre Dame, de donde se graduó en 1974. Posteriormente hizo un curso de noviciado en La Vega (República Dominicana), antes de retornar a Haití para estudiar Filosofía en el Gran Seminario de Notre Dame y Psicología en la Universidad Nacional de Haití. Una vez concluidos sus estudios en 1979, viajó al extranjero y estudió en Italia, para después trasladarse a Canadá e Israel. Aristide volvió a Haití en 1983 para ser ordenado sacerdote salesiano. Domina varios idiomas además de sus lenguas maternas, el francés y criollo haitiano, como el español, el inglés y el italiano.
Aristide fue ordenado sacerdote de una pequeña parroquia en Puerto Príncipe, en el barrio de La Saline (uno de los más grandes poblados chabolistas de la ciudad), donde se hizo conocer con el apodo creole de "Titide" o "Titid" (pequeño Aristide). Aristide se convirtió en una figura líder del ala más militante de la Iglesia Católica en Haití, dando sermones en radios católicas nacionales. En una entrevista en enero de 1988, Aristide dijo:

El imperialismo estadounidense ha sustentado al Gobierno de Haití. Las elecciones no son la salida, las elecciones son un modo de aquellos en el poder para controlar al pueblo. La solución es la revolución, primero en el espíritu del Evangelio; Jesús no podía aceptar que el pueblo pasara hambre. Es un conflicto entre clases, entre ricos y pobres. Mi trabajo es de predicar y organizar.
Aristide

En 1988 Aristide fue expulsado de la orden salesiana. Los salesianos indicaron que las actividades políticas del cura «incitaban al odio y la violencia» y no correspondían a su rol de clérigo. Su nueva condición de laico aumentó su activismo político. Antes se había opuesto al dictador Jean-Claude Duvalier (o Bébé Doc) y después de su derrocamiento se opuso a los gobiernos militares posteriores, que habían establecido una suerte de "neoduvalierismo". Aristide sufrió varios intentos de asesinatos por escuadrones de la muerte patrocinados por el régimen imperante ― liderado en 1988 por el militar Henri Namphy. Aristide logró sobrevivir a todos los atentados contra su vida e incluso uno de ellos le valió el derrocamiento al propio dictador Namphy.

## Primera presidencia (1991-1996)
A pesar de que se oponía al fraudulento sistema electoral haitiano, decidió lanzarse como candidato presidencial después de que varias organizaciones internacionales patrocinaron los comicios y ofrecieron garantías para poner fin a la dictadura establecida ininterrumpidamente desde la misma independencia del país en 1804. Aristide logró ganar contundentemente con más del 60% de los votos en los comicios de 1990.
Su presidencia comenzó con sobresaltos. El 7 de enero de 1991 (un mes antes de la investidura), Roger Lafontant, exministro de Defensa del dictador Duvalier, intentó encabezar un golpe militar que fue sofocado. Cuando Aristide asumió sus nuevas funciones la región de América Latina y el Caribe estaba convulsionada. Los Estados Unidos habían invadido Granada en 1983, Panamá en 1989 y acababan de vencer a los sandinistas en Nicaragua.

### Golpe de Estado de 1991
El nuevo presidente asumió el cargo el 7 de febrero de 1991. Fue el primer presidente elegido democráticamente en la historia del país. No logró acallar el malestar en el Ejército y el 30 de septiembre de 1991 ― siete meses después de acceder al poder ― fue derrocado por un grupo de militares encabezados por el general Raoul Cédras y sostenidos económicamente por EE. UU.. Aristide se exilió entonces en Venezuela bajo el gobierno de Carlos Andrés Pérez y luego en Washington D. C..
El general Raoul Cédras estableció una férrea dictadura militar que dejó 4.000 muertos. La comunidad internacional realizó un boicot contra su régimen. Considerando que el comunismo acababa de caer y había terminado la Guerra Fría, el gobierno de Estados Unidos vio innecesario seguir apoyando regímenes por su anticomunismo. Por lo tanto, tras intensas gestiones internacionales, Aristide volvió a Haití en octubre de 1994 ― tres años después del golpe de Estado ― acompañado de una tropa multinacional encabezada por Estados Unidos, en la llamada Operación Uphold Democracy, Aristide retomó el poder y culminó su mandato presidencial.

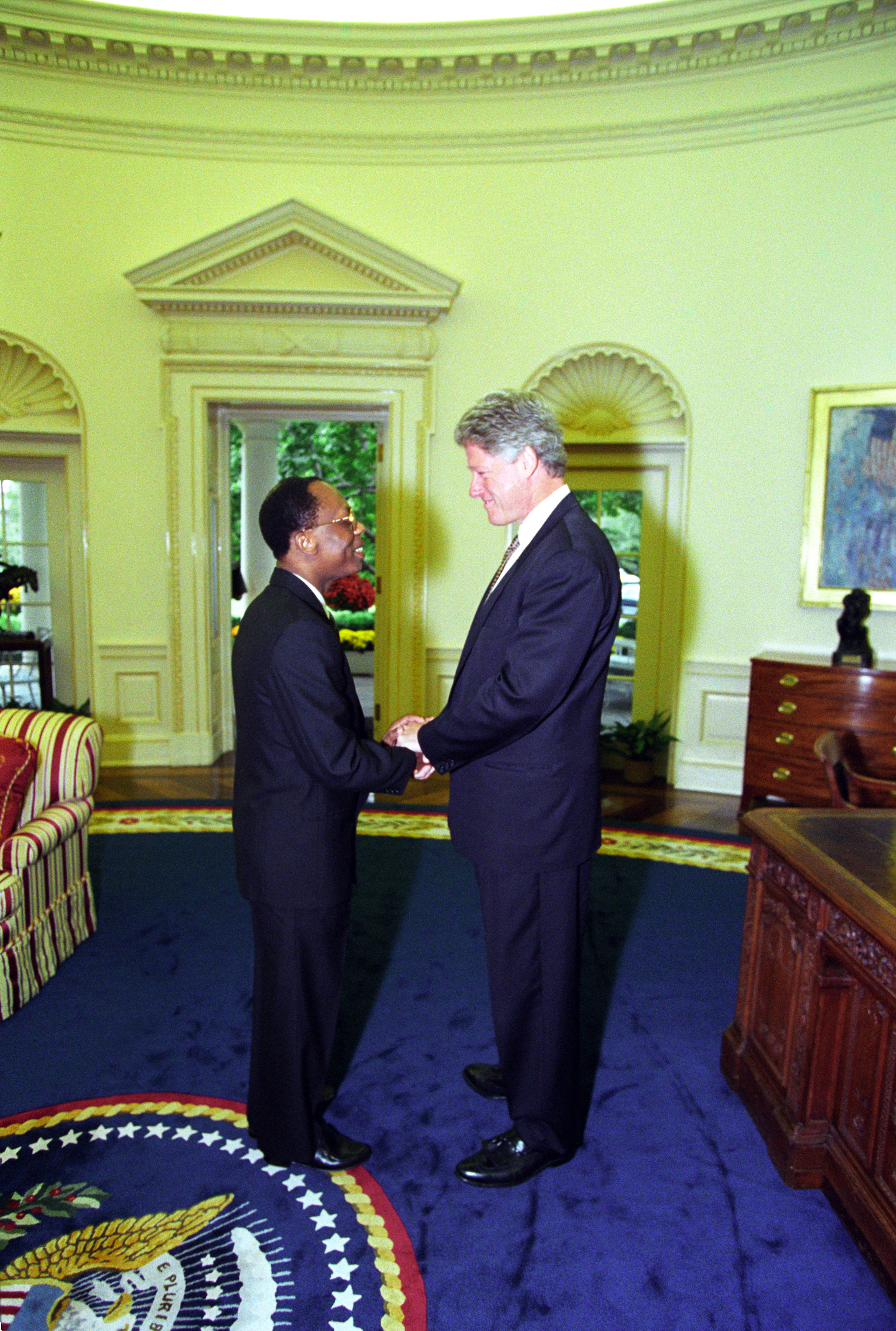
Jean-Bertrand Aristide y Bill Clinton en la Oficina Oval en 1994.

En Washington, donde se vinculó estrechamente con el Partido Demócrata (y particularmente con el Congresionnal Black Caucus), Aristide descubrió y aprendió los manejos y componendas del establishment estadounidense. Considerado aún como el presidente en ejercicio, Aristide, que administraba los fondos bloqueados de su gobierno, hizo imponer en su país un embargo devastador para los más pobres. Por su parte, los demócratas estadounidenses, al instalarlo nuevamente en el poder, recogerían los grandes beneficios de las futuras privatizaciones, fundamentalmente en el sector de las telecomunicaciones.

## Líder de la oposición (1996-2000)
Un año más tarde, Aristide disolvió el Ejército y formó un cuerpo de policía, que contaba con 5.000 miembros. Además, aplicó las medidas neoliberales exigidas por las instituciones financieras internacionales. Es a Aristide a quien la media isla debe la primera transmisión de mando realizada pacíficamente entre dos responsables elegidos de manera democrática. En diciembre de 1995, René Préval, amigo y colaborador de Aristide, ganó las elecciones y le sucedió en la presidencia. La Unesco entregó a Aristide el Premio 1996 de la Educación en pro de los derechos humanos.  
La oposición, decidió boicotear las elecciones presidenciales de noviembre del año 2000 para restarles legitimidad. Aristide ganó con el 91.69% de los votos, estos comicios fueron denunciados como fraudulentos por la oposición y los observadores internacionales. La comunidad internacional suspendió la mayor parte de su ayuda y préstamos, con lo que hundió al país en la indigencia y el caos.  Su gobierno fue criticado por el extraño asesinato del famoso periodista Jean Dominique

## Segunda presidencia (2001-2004)
En su tercera presidencia de 2001 a 2004 (su segunda presidencia desde el punto de vista constitucional), Aristide continuó su giro hacia la izquierda. Restableció las relaciones diplomáticas con el gobierno comunista de Cuba y se acercó a la Venezuela de Hugo Chávez[cita requerida]. Esto aumentó la antipatía de la embajada de Estados Unidos en Haití y de Otto Reich (secretario para Asuntos Latinoamericanos de Haití)[cita requerida].
Desprovistos de peso real, los partidos políticos, reunidos en el seno de la Convergencia Democrática, se unieron al Grupo de los 184, dirigido por André Apaid, el mayor empleador industrial de Haití, que reunía asociaciones de todo tipo de la "sociedad civil". Apaid explota a más de 4.000 trabajadores, a quienes paga 68 centavos de dólar por día, cuando el salario mínimo legal es de 1,50 dólares. Apaid se había opuesto a un aumento de ese salario mínimo, deseado por Aristide.
La Organización de los Estados Americanos (OEA) había enviado 23 misiones a Haití para mediar en la crisis y lograr la aplicación de la Resolución 822 que establecía, entre otras medidas, la formación de un consejo electoral, en el que estarían representadas todas las fuerzas políticas y que debería preparar elecciones libres y democráticas. La oposición rechazó dialogar con Aristide, asegurando que no se daban las circunstancias de «transparencia y libertad» que podrían hacer posible las elecciones.
En noviembre de 2003 la Conferencia Episcopal haitiana también propuso un acuerdo que buscaba terminar la crisis política que padecía el país desde hacía tres años. El compromiso propuesto por la Iglesia Católica establecía la creación de un consejo de nueve miembros, representativos de los distintos sectores de la sociedad y de la oposición, para trabajar junto al jefe de Estado. La propuesta fue aceptada por el presidente Aristide y rechazada por la oposición, que insistía en que el camino del diálogo estaba agotado. «Aristide no ha dado pruebas de que quiere negociar y la negociación no corresponde a lo que la población espera», declaró el líder opositor Gerard Pierre-Charles. Para la misma fecha (noviembre de 2003), militantes de la oposición ocuparon brevemente la sede de la OEA en Puerto Príncipe y pidieron el fin de las misiones de la OEA en Haití y su salida del país. Por este levantamiento, a finales de noviembre de 2003 fue encarcelado el empresario André Andy Apaid Junior.
Apaid se convirtió en uno de los principales portavoces de una coalición de opositores conocida como el "Grupo de los 184" o Convergencia Democrática. El grupo no tenía un líder claro. Esta coalición protagonizó un boicot al Congreso y se negó a participar en ninguna iniciativa gubernamental. Comenzaron así a presionar muy duramente para la dimisión de Aristide. Se negaron a participar en el proceso electoral que debía tener lugar a fines de 2004 a menos de que Aristide dimitiera.
El 2 de enero de 2004, la Convergencia Democrática presentó a la sociedad haitiana y a la comunidad internacional un plan para la formación de un Gobierno de transición que evitara el proceso electoral (en el que no tenían ninguna posibilidad de ganar), y conminaron a que Aristide abandonase el poder en el más breve plazo. En una conferencia de prensa celebrada en el Hotel El Rancho, con la presencia de periodistas de diversos países, el industrial André Andy Apaid Junior, líder de la oposición, manifestó que el plan consistía en destituir a Aristide y escoger a uno de los nueve jueces de la Suprema Corte de Justicia para que presidiera el Gobierno. Ese nuevo presidente escogería un primer ministro bajo consulta con la sociedad civil, pero sin elecciones democráticas abiertas.
En ese tiempo ya habían surgido dos grupos armados opositores:
- el Frente de Resistencia de Artibonito, que originalmente era uno de los grupos que apoyaban a Aristide, y se autodenominaba Ejército Caníbal. Cuando su jefe, Amiot Métayer, fue asesinado, el grupo cambió su nombre y se pasó a la oposición.[12][13]
- el Nuevo Ejército, encabezado por Guy Philippe y conformado por antiguos miembros de pandillas y militares destituidos.

### Crisis de 2004

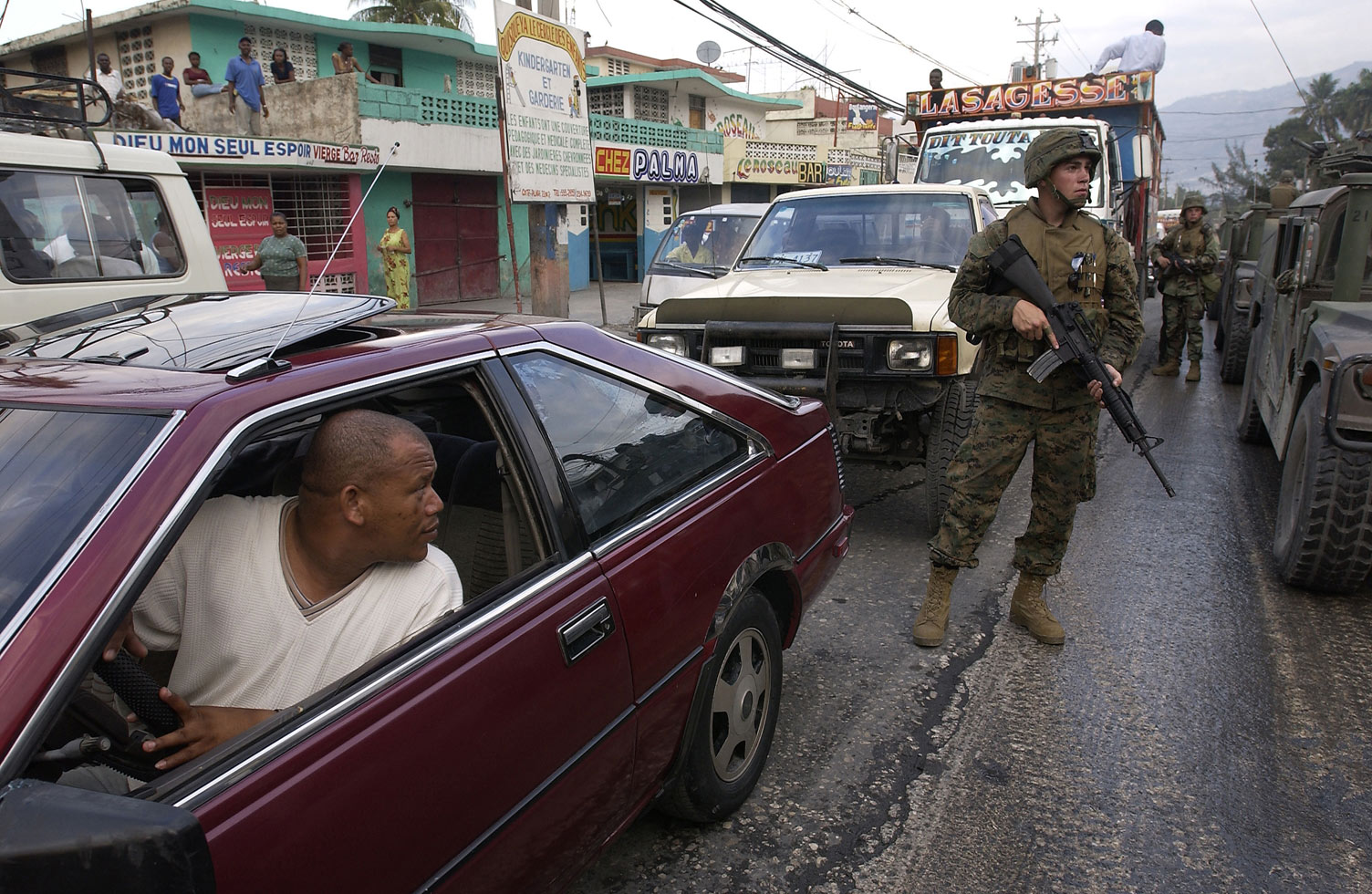
Tropas de Estados Unidos desplegadas en Puerto Príncipe en 2004.

Los grupos armados tomaron importantes ciudades del país: Gonaïves (5 de febrero de 2004) y Cap-Haïtien (11 de febrero de 2004), a pesar de la represión por parte de la Policía Nacional. En Estados Unidos, tanto el subsecretario de Estado para América Latina, el conservador Roger Noriega, como la CIA no estaban dispuestos a perder el control de la situación ni a dejar que tomaran el poder en Puerto Príncipe hombres no elegidos por ellos. A fines de marzo de 2004, en Santo Domingo se publican los resultados preliminares de una comisión investigadora sobre Haití dirigida por el exfiscal general de Estados Unidos, Ramsey Clark. Allí se revela que "los gobiernos de Estados Unidos y de República Dominicana habrían participado en el suministro de armas y en el entrenamiento en ese país de los ‘rebeldes' haitianos". La comisión comprobó que 200 soldados de las fuerzas especiales estadounidenses habían sido enviados a República Dominicana para participar en ejercicios militares en febrero de 2003. Esos ejercicios, que contaron con la autorización del entonces presidente Hipólito Mejía, se realizaron "cerca de la frontera, precisamente en una zona desde la cual los ex militares haitianos lanzaban regularmente ataques contra las instalaciones del Estado haitiano".
El avance de esas bandas armadas permitió al embajador estadounidense, James Foley, forzar la partida del presidente Aristide el 29 de febrero de 2004, ayudado en esa tarea y en la instauración de una fuerza de paz por el gobierno francés. París buscaba una reconciliación con Estados Unidos luego de la crisis iraquí y no estaba dispuesto a dejar que Washington actuara solo en Haití, lo que implicaba el riesgo de verse excluido de una isla a la que la unen lazos históricos. Por otra parte, al reclamarle reparaciones por más de 21.000 millones de dólares Aristide había irritado mucho a Francia (suma que Haití pagó a Francia, como precio de su independencia (en aquella época, 90 millones de francos-oro).
Los enfrentamientos saldaron en más de un centenar de muertos. El 29 de febrero de 2004 Aristide fue derrocado. Fue reemplazado por Boniface Alexandre. Este solicitó a Naciones Unidas su intervención con el envío de una FMP (Fuerza Multinacional Provisional) integrada principalmente por efectivos de Estados Unidos, Francia, Canadá y Chile. A partir de junio de ese año fue establecida la MINUSTAH (Misión de Estabilización de las Naciones Unidas en Haití) compuesta por naciones de todas las regiones del globo y con una importante participación de países latinoamericanos como Argentina y Brasil.
Sobre la salida de Aristide existe una gran controversia, ya que sus detractores afirmaban que él había renunciado a su cargo debido a las manifestaciones en contra del gobierno, que obligaron a su renuncia. La oposición acusaba a Aristide de no haber tenido «disposición para dialogar». A ello agregaban su presunta responsabilidad en financiar grupos armados en las barriadas populares (chimères) y en utilizar a la Policía Nacional de Haití para reprimir la toma de ciudades realizada por la oposición además de la quema de locales de sedes políticas y casas de dirigentes de la oposición. Luego del golpe de Estado, Aristide fue acogido en la República Centroafricana. El 31 de mayo se estableció en Sudáfrica. El 31 de enero de 2011, el gobierno haitiano abrió la puerta para el posible regreso de Aristide a Haití. El 18 de marzo de 2011 Aristide regresó a Haití.

## Acusaciones de violación a los derechos humanos
La ONG Human Rights Watch ―una organización no gubernamental relacionada con el Departamento de Estado de los Estados Unidos― acusó a la policía haitiana y a los partidarios políticos del presidente Aristide de haber realizado ataques contra los mítines de la oposición. También dijeron que la aparición de grupos de mercenarios que intentaban derrocar a Aristide demostraba «el fracaso de las instituciones y de los procedimientos democráticos del país».
Sin embargo, un estudio detallado sobre los mercenarios paramilitares ha encontrado que estos grupos recibieron el apoyo vital de un puñado de empresarios haitianos, del Gobierno de la República Dominicana y de la inteligencia estadounidense. La policía haitiana, carente de personal, tuvo dificultades para defenderse de los ataques transfronterizos dirigidos por los mercenarios paramilitares exmiembros del ejército haitiano.
Human Rights Watch difundió un video de un discurso de Aristide del 27 de agosto de 1991, que tuvo lugar justo después de que oficiales del ejército haitiano y mercenarios de los escuadrones de la muerte trataron de asesinarlo, donde dice:

No duden en darle lo que se merece. ¡Qué hermosa herramienta! ¡Qué bello instrumento! Es hermoso, sí es hermoso, es lindo, es bonito, tiene un buen olor, donde quiera que vayas quieres olfatear ese aroma».

Human Rights afirmó que Aristide estaba insinuando que sus seguidores practicaran el «collar haitiano» a los activistas de la oposición: colocar un neumático empapado en gasolina alrededor del cuello de una persona y quemarla viva, lo que produciría un olor agradable a Aristide.
Sin embargo la cita completa presentaba otro contexto, les hablaba a los haitianos que ahora querían utilizar la Constitución nacional para empoderarse contra los terroristas paramilitares: 

El 291 [artículo de la Constitución que prohíbe a los Tontons Macoutes ―miembros de la organización terrorista de la familia Duvalier, que desde 1958 torturaron, asesinaron y desaparecieron a unos 150 000 civiles― participar de la vida política durante diez años] dice: los macoutes no están en el juego. No dudes en darles lo que se merecen. Si alguno escapa de la Penitenciaría Nacional, no dudes en darle lo que se merece. Y si capturas a un falso lavalasiano [seguidores del partido del presidente, Fanmi Lavalas], ¡no dudes! No dudes en darle lo que se merece. Puesto que la ley del país dice que los macoutes no están en el juego, lo que les pase será lo que se merecen, porque vinieron a buscar problemas. Con tu herramienta en la mano, con tus instrumentos en la mano, con tu Constitución en la mano, no dudes en darles lo que se merecen. Con tus herramientas en la mano, con tu llana [paleta de albañil] en la mano, con tu lápiz en la mano, con tu Constitución en la mano, no dudes en darles lo que se merecen.
Jean-Bertrand Aristide

A pesar de estas acusaciones de Human Rights Watch sobre abusos de Aristide contra los derechos humanos, la Misión Civil Internacional de la OEA y de la ONU en Haití ―conocida por la sigla francesa MICIVIH―, encontró que la situación de los derechos humanos en Haití mejoró notablemente tras el regreso de Aristide al poder en 1994. La ONG Amnistía Internacional informó de que, tras la partida de Aristide en 2004, Haití «empezó a descender a una grave crisis humanitaria y de derechos humanos». Los corresponsales de la BBC han afirmado que Aristide es visto como un defensor de los pobres, y sigue siendo popular para las mayorías en Haití. Para el año 2012, Aristide tenía el apoyo más grande que cualquier otra figura política en el país. En 2014 es puesto bajo arresto domiciliario por irregularidades durante su administración.